# Kaserne Brugg

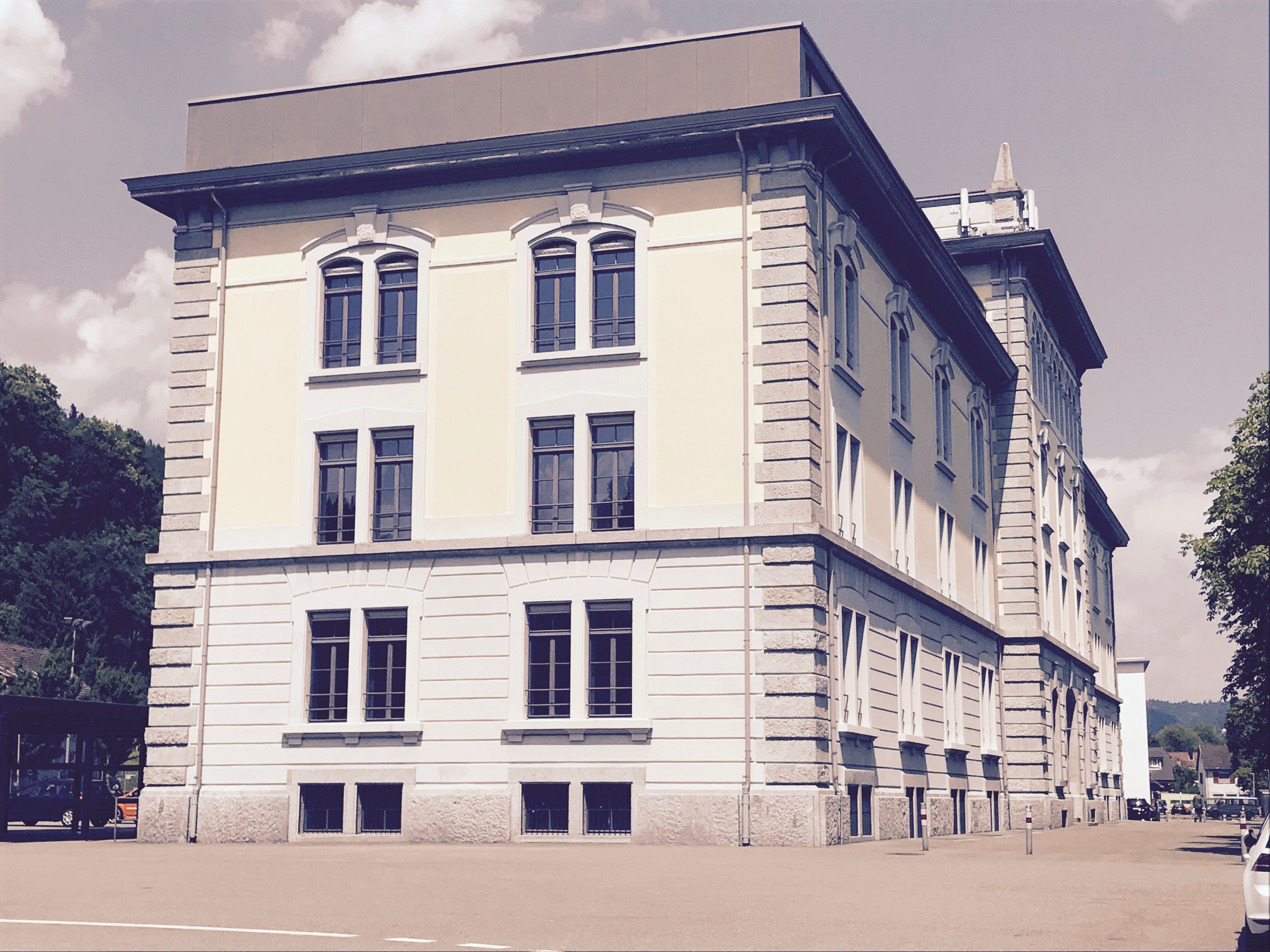
Seitenansicht der Kaserne Brugg

Die Kaserne Brugg ist eine Kaserne der Schweizer Armee in Brugg im Kanton Aargau. Sie wurde 1897 bis 1898 gebaut und ist ein Kulturgut von regionaler Bedeutung.

## Geschichte
Als erste Kaserne in der alten Garnisonsstadt Brugg diente das 1856 zu diesem Zweck umgebaute alte bernische Kornhaus in der Unteren Hofstatt. 1895/96 fasste die Eidgenossenschaft den Beschluss zum Neubau einer Kaserne für Genietruppen auf der bisher unbebauten Schützenmatte. 1897/98 wurde der Kasernenbau nach Plänen von Baumeister Jakob Gottlieb Belart sen. errichtet. 1912 kam die Putzhalle nordwestlich des Hauptgebäudes hinzu. 1937/38 wurde östlich des Altbaus die Erweiterungsbauten von Carl Froelich erstellt. 1956 und 1959 nahm man an der alten Geniekaserne diverse Umbauten vor.

## Architektur

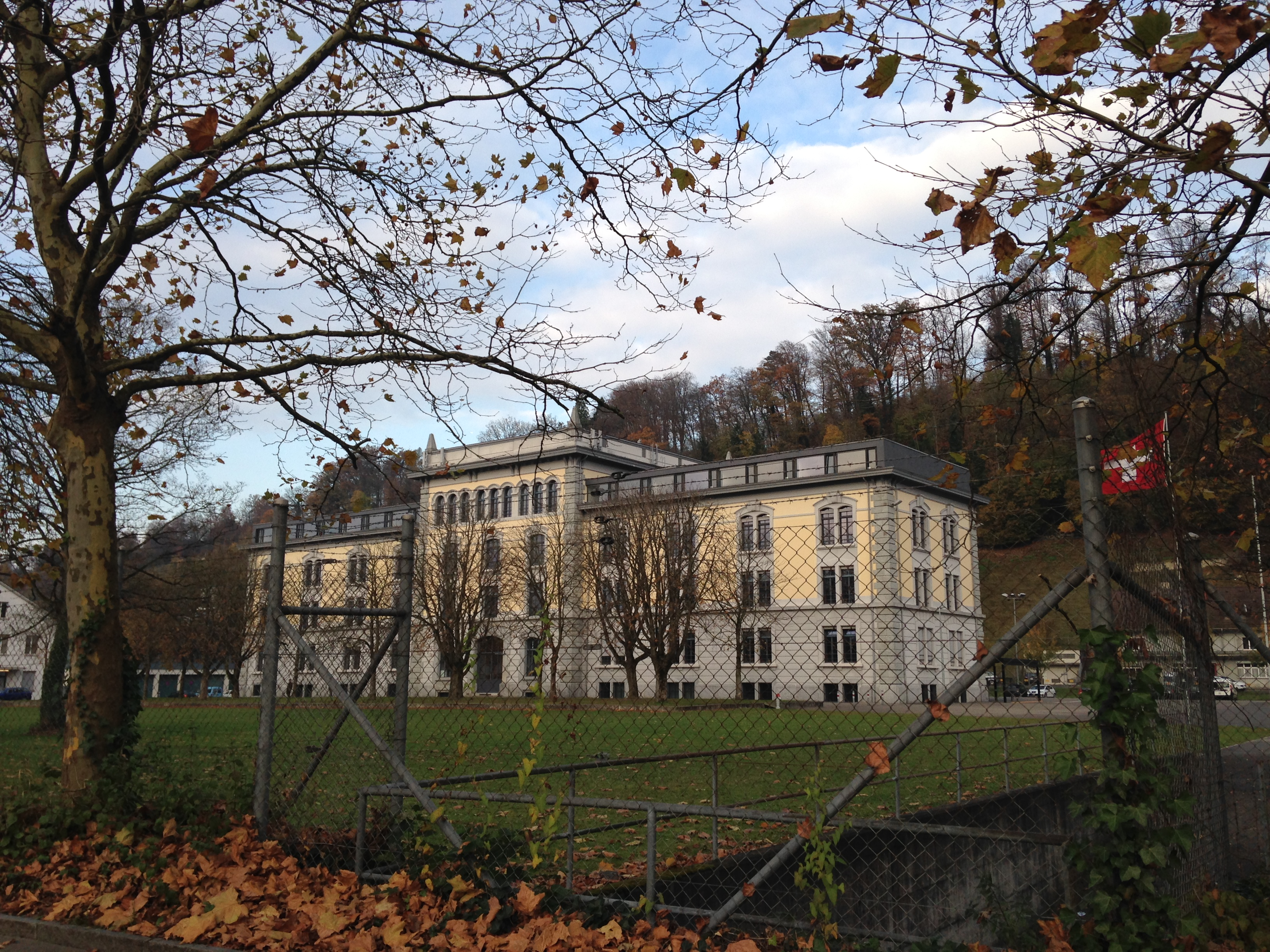
Ansicht aus der Distanz

Die alte Geniekaserne von Brugg ist ein wuchtiger, dreigeschossiger Putzbau im spätklassizistischen Stil. Der überhöhte, dreiachsige Mitteltrakt springt rückwärtig als Treppenhaus-Risalit kräftig vor. Er ist flach gedeckt und an der Schaufassade durch das Attikageschoss mit drei Achsen dreiteiliger Rundbogenfenster und hoher Brüstung repräsentativ gestaltet. Die seitlich angegliederten vierachsigen Flügelbauten trugen ehemals lukarnenbesetzte Walmdächer, die dem Dachausbau der 1950er Jahre weichen mussten. Risalit und Seitentrakte werden von breiten, rustizierten Eckquadern gefasst, die ebenso in Granit gehauen sind wie die Rustikaquader des Gebäudesockels. Die Obergeschosse scheidet ein kräftiges Muschelkalk-Sohlbankgesimse vom Erdgeschoss. Für die Fensterrahmen wählte man Zementgusswände, mit Ausnahme der Mittelpartie der Schaufassade, wo wehrhaft anmutender Granit verwendet wurde.

## Inneres des Gebäudes
Die Erschliessung erfolgt über den Treppenhausrisalit und längsgerichtete rückwärtige Korridore. Das Raumprogramm umfasst im mit Hourisdecken versehen Untergeschoss die Küche, Lebensmittelmagazine, Duschen, Trocken- und Heizungsräume sowie Arrestzellen. Im Erdgeschoss sind die Speisesäle für die Mannschaft und die Unteroffiziere sowie Büros und Theoriesäle untergebracht. Im ersten und zweiten Obergeschoss befinden sich Schlafsäle verschiedener Grösse. WC-Anlagen flankieren das Treppenhaus. Der vorgelagerte Anbau mit Waschräumen ist jüngeren Datums (1959).